# Blåfläckig träfjäril
Blåfläckig träfjäril är en art i familjen träfjärilar som tillhör ordningen fjärilar.
Vingspannet är 35-75 millimeter. Den förekommer i skogar, parker, fruktodlingar och trädgårdar och är spridd över stora delar av Europa. Den förekommer upp till mellersta Sverige.

## Bildgalleri

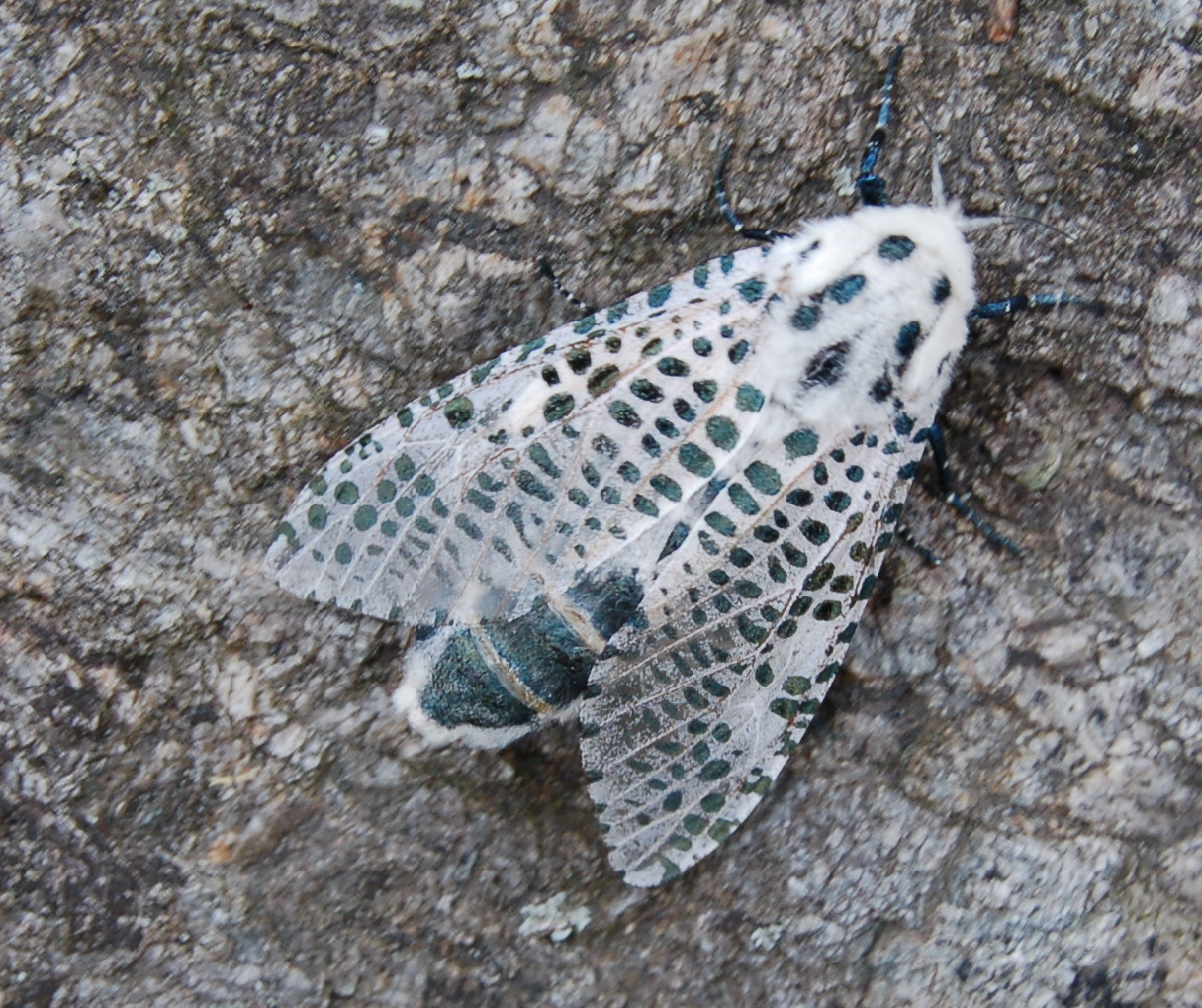
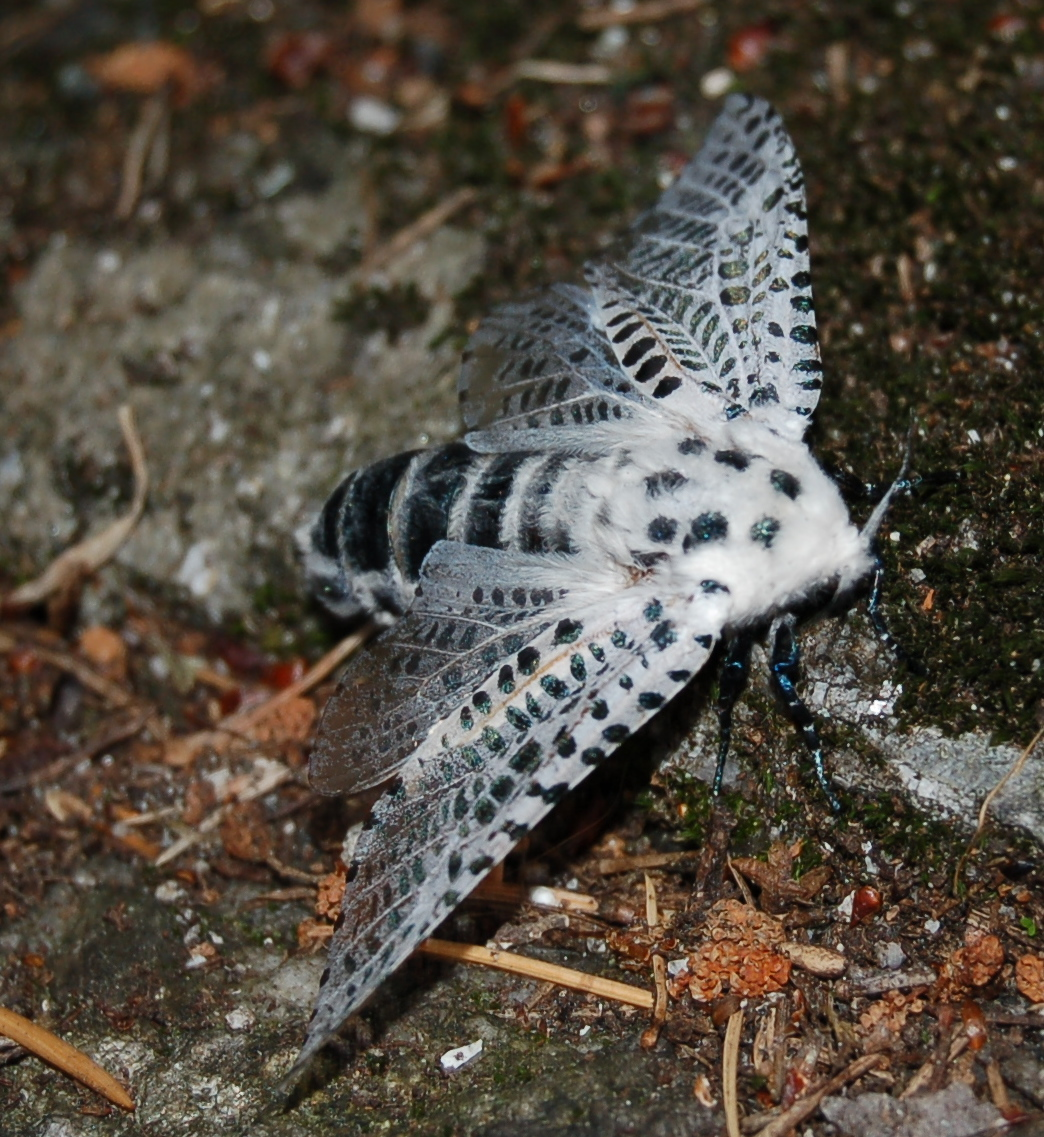
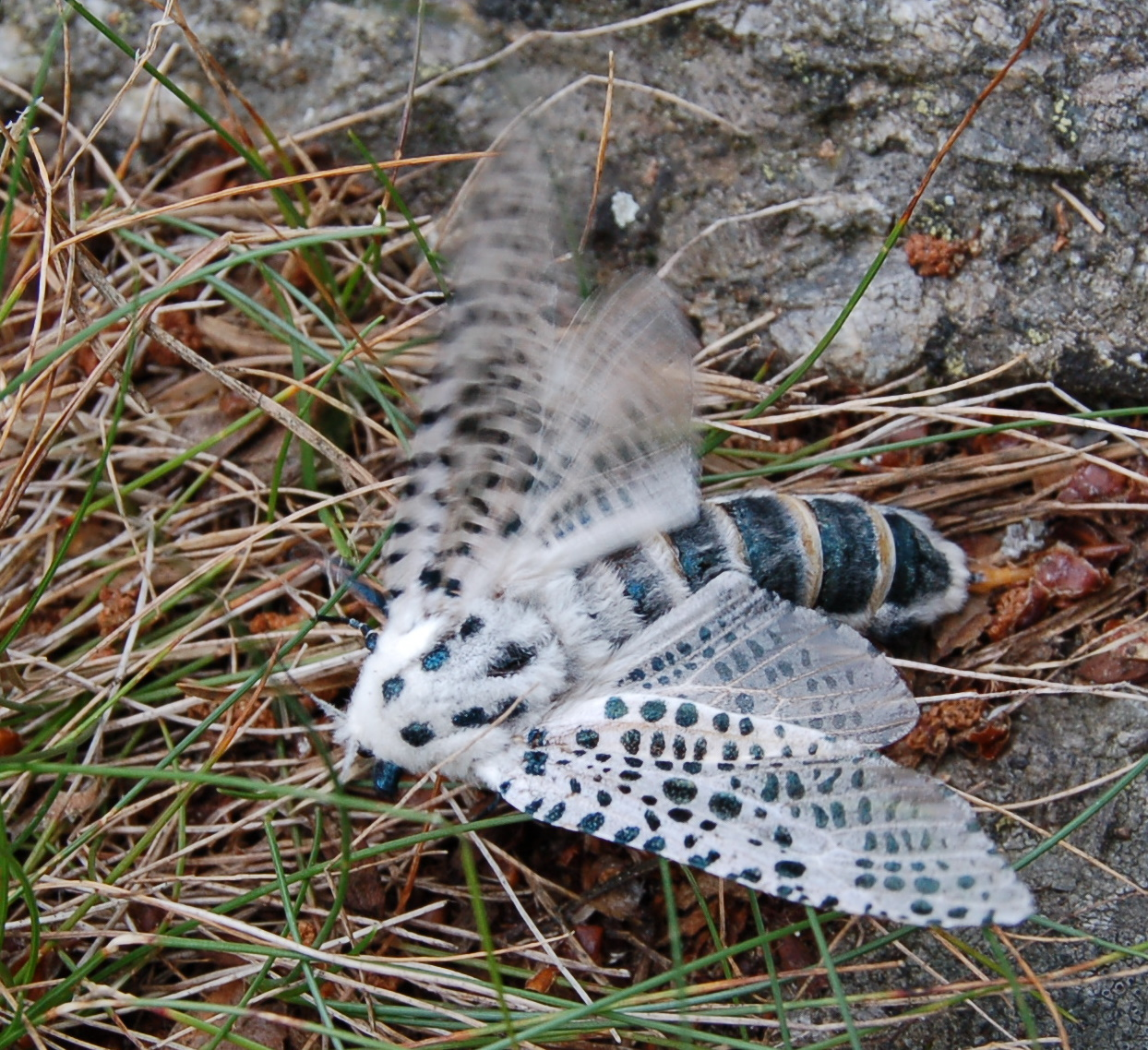